# 楽天ブログ
楽天ブログは、楽天が提供するブログサービス。2001年8月30日に「楽天広場」の名称でサービスを開始し、2006年に「楽天ブログ」へ改称した。

## 概要
楽天では初となるコミュニティサービスとして「楽天広場」は始まった。まだ日本で「ブログ」という言葉が浸透する前の2001年にサービスを開始したため、「楽天広場」として開設された当時は「無料で日記やホームページを開設できるサービス」と謳われていた。
GREEを設立した田中良和 (実業家)、みんなの就職活動日記の伊藤将雄（共に過去に楽天に在職）たちの手によって作られ、サービスを開始した。
日本では最初期に開始された大手ブログサービスであり、日本企業が運営するブログサービスの中では設立が古く、いわゆる老舗の部類に入る。なお日本でブログが普及するのは2003年から2005年にかけてのことであり、この時期に各社から主要なブログサービスが出揃っている。
楽天が提供するサービスということもあり、楽天市場で購入した商品のレビューや、商品紹介などとの親和性が高い。楽天アフィリエイトの利用によって楽天スーパーポイントを貯められるなどの機能から、アフィリエイターの利用も多い。

## 沿革
- 2001年（平成13年）8月 - 楽天広場としてサービス開始。
- 2002年（平成14年）10月 - RSS機能の提供を開始。
- 2003年（平成15年）
  - 8月18日 - 購入した商品による楽天アフィリエイト機能の強化[5]。
  - 10月30日 - RSS機能を強化[6]。
- 2004年（平成16年）
  - 5月18日 - トラックバック機能、PING送信機能を追加[7]。
  - 8月3日 - サイト編集機能を強化[8]。
  - 10月1日 - アフィリエイト機能を楽天アフィリエイトに限定 [9]。
  - 10月15日 - 会員数30万人を突破[10]。
  - 12月16日 - カレンダー、カテゴリ機能を追加[11]。
- 2005年（平成17年）
  - 3月8日 - 1日に複数記事が投稿可能に[12][13][14]。
  - 5月30日 - infoseekマネーと連携し株価チャート表示可能に[15]。
  - 6月21日 - ブログ検索機能提供開始[16][17]。
  - 10月12日 - 携帯版楽天ブログ「モブログ」リリース[18]。
  - 10月28日 - アフィリエイト機能の強化を実施[19]。
  - 11月29日 - 動画投稿機能を追加[20]。
  - 12月8日 - 会員数50万人を突破[20]。
  - 12月21日 - 「楽天広場フォト」サービス開始に伴い、ブログサービスの名称を楽天広場から楽天広場ブログへ変更[21][22]。
- 2006年（平成18年）
  - 3月6日 - 絵文字投稿機能を追加[23]。
  - 3月27日 - 姉妹サービス、楽天広場リンクス、サービス開始[24]。
  - 4月22日 - 東北楽天ゴールデンイーグルスの試合にて、応援を公式スポンサードする楽天広場ブログデーを開催[25]。（2008年にかけて数回開催）
  - 8月 - 楽天広場ブログの呼称を楽天ブログへ変更[26]。
  - 12月25日 - タグ付けサービス「TagSta.」を開始[27]。
- 2007年（平成19年）12月5日 - 日記を一時保存出来る下書き機能を追加[28]。
- 2008年（平成20年）
  - 6月27日 - 楽天市場ショップ専用ブログサービス「店長の部屋Plus+」開始[29]。
  - 10月1日 - 有料サービス「楽天ブログPlus」開始[30]。（※現在は提供終了）
  - 12月18日 - アバター機能を提供開始[31]。
- 2009年（平成21年）12月14日 - Twitterバナー広告につぶやき表示開始[32]。
- 2010年（平成22年）
  - 6月2日 - ニコニコ動画の動画が投稿可能になる [33]。
  - 8月20日 - YouTubeの動画が投稿可能になる[34]。
  - 楽天ブログiPhoneアプリリリース
- 2011年（平成23年）4月19日 - トラックバックの受付機能を終了[35]。
- 2012年（平成24年） - 楽天ブログiPhoneアプリ大幅リニューアル。
- 2013年（平成25年）
  - 2月28日 - 楽天ブログAndroidアプリリリース。
  - 9月9日 - ページの横幅が760pxから1000pxへ拡大（旧広場型以外）[36]。
  - 5月29日 - 楽天ぼうさいネットでのいち早い情報発信に参加[37]。
- 2014年（平成26年）
  - 1月29日 - 利用画像容量が50MBからアクセス数に応じて増量（最大10GB）されるように変更[38]。（現在は無制限）
  - 12月12日 - リンクシェア・ジャパン、｢楽天ブログ｣にアフィリエイトプログラムを提供開始[39]。
- 2015年（平成27年）10月19日 - 携帯版楽天ブログを機能縮小[40]。
- 2016年（平成28年）
  - 1月5日 - 利用画像容量が一律10GB（現在は無制限）に、記事の投稿文字数が50000文字にそれぞれ増加[41]。
  - 5月2日 - Googleが主催する「Advanced Hosting Meetup」に参加表明（ウェブシステムの健全化を目的）[42]。
  - 8月1日 - PCの管理画面を大幅に改訂（約10年ぶりの改訂）[43]。
  - 12月19日 - 予約投稿の機能を追加[44]。
- 2017年（平成29年）
  - 2月28日 - モブログ（フィーチャーフォン機能）の提供終了[45]。
  - 3月13日 - サービスの完全SSL化を実施[46]。
  - 5月29日 - 楽天アフィリエイトの成果レポートを表示[47]。
  - 6月27日 - Instagramと連携[48]。
  - 7月26日 - 定型文機能追加[49]。
  - 12月13日 - 楽天プロフィールの終了に伴い、プロフィール機能をリリース[50]。
- 2018年（平成30年）1月31日 - 姉妹サービス「楽天プロフィール」サービス終了[51]。

## 機能
ブログとしての一通りの機能を備え、楽天市場を始めとする、他の楽天サービスとの連携が特徴的である。
日記
- ブログ記事の投稿の際に、HTMLや絵文字、写真、楽天アフィリエイト等を利用することができる。youtube、ニコニコ動画の動画をブログ記事内に埋め込むことも可能。

写真
- ブログ記事に写真を利用することができる。利用可能な画像容量は無制限。楽天写真館を利用することにより、より多くの画像を利用することが出来る。

アフィリエイト
- 楽天アフィリエイトを利用して、ブログ記事内に楽天市場商品のアフィリエイトを設定できる。アフィリエイトは、楽天スーパーポイントにて還元される。
- 楽天グループの「リンクシェア アフィリエイト」「TGアフィリエイト」の利用も可能。

コメント
- ブログ記事に対してコメントを記載することが可能。

クチコミテーマ
- ブログ記事をクチコミテーマに設定することにより、他者が書いた同じクチコミテーマの記事と紐付けることができる。関連したジャンルの記事が集まるため、近しい内容の記事を探すことが出来る。

カテゴリ
- 自分でカテゴリを作成することが可能。自分が書いた記事を1つのジャンルとして管理できる。クチコミテーマとの違いは、クチコミテーマは他者が書いた関連記事を集める、カテゴリは自分が書いた関連記事を集める、という点である。

メール投稿
- 楽天ブログの管理画面にログインせずとも、特定のメールアドレスへメールを送信することにより、ブログ記事を投稿できる機能。

## モバイルアプリケーション
- iPhone版アプリ
  - 2010年にリリースされた際は、他のブログを閲覧できるのみのアプリであったが、2012年に大幅にリニューアルされ、ブログの投稿やSNS連携等が可能になった[52]。
- Android版アプリ
  - 2013年にリリースされ、iPhone版アプリと同様、ブログの投稿やSNS連携等が可能[53]。